# Órgãos consultivos da União Europeia
Os órgãos consultivos da União Europeia são organizações que são criadas no direito primário pelos tratados que constituem a UE, mas que se situam fora da principal estrutura institucional da União.
Esses órgãos não possuem poder legislativo ou de tomada de decisão. Seu principal papel é aconselhar a Comissão Europeia, o Conselho da União Europeia e o Parlamento Europeu sobre propostas legislativas e políticas.
Esses órgãos incluem:
| Comité das Regiões Europeu |  | Comité Económico e Social Europeu |  | Comité Político e de Segurança |  | Comité Militar da União Europeia |  |  |
|                            |  |                                   |  |                                |  |                                  |  |  |
|                            |  |                                   |  |                                |  |                                  |  |  |
|                            |  |                                   |  |                                |  |                                  |  |  |